# Лова (Венеција)
Лова (итал. Lova) је насеље у Италији у округу Венеција, региону Венето.
Према процени из 2011. у насељу је живело 600 становника. Насеље се налази на надморској висини од -2 м.